# Király Tibor (jogtudós)
Király Tibor (Málca, Csehszlovákia, 1920. július 11. – Budapest, 2021. december 28.) Széchenyi-díjas magyar jogtudós, egyetemi tanár, a Magyar Tudományos Akadémia rendes tagja. A büntetőeljárás-jog és annak története neves kutatója. Nevéhez fűződik több büntetőeljárási jogszabály tervezése, valamint a büntetőeljárás oktatásának aktualizálása. 1961 és 1967, valamint 1976 és 1980 között az Eötvös Loránd Tudományegyetem Állam- és Jogtudományi Karának dékánja, 1967 és 1970 között pedig az ELTE rektorhelyettese volt.

## Életpályája
Egyetemi tanulmányait a pozsonyi Comenius Egyetem jogi karán kezdte, ahol 1943-ban szerzett diplomát, majd a budapesti Pázmány Péter Tudományegyetem Jogi Karán szerzett másoddiplomát 1948-ban.
Pályafutását gyakorló jogászként kezdte, majd 1951-ben az Eötvös Loránd Tudományegyetem Jog-és Államtudományi Kara büntetőjogi és eljárásjogi tanszékének oktatója lett. Az oktatói ranglétrát végigjárva 1962-ben kapta meg egyetemi tanári kinevezését. Előtte egy évvel a kar dékánjává választották, ezt a tisztséget 1967-ig viselte, ekkor lett az egyetem rektorhelyettese három évre. 1971-ben a Művelődésügyi Minisztérium felsőoktatás-politikai főosztályvezetőjévé nevezték ki, ezt a tisztséget 1974-ig töltötte be. Két évvel később négy évre ismét az ELTE Állam-és Jogtudományi Karának dékánjává választották. 1990-ben professor emeritusi címet kapott.
1959-ben védte meg az állam- és jogtudományok kandidátusi, 1971-ben akadémiai doktori értekezését. Tagja lett az MTA Állam- és Jogtudományi Bizottságának. 1979-ben a Magyar Tudományos Akadémia levelező, 1987-ben pedig rendes tagjává választotta. 1980 és 1984 között a Tudományos Minősítő Bizottság titkára volt. 1988-ban a tudományos köztestület megbízott főtitkár-helyettesévé nevezték ki, amely pozíciót 1990-ig viselt. 1993 és 1996 között pedig az MTA elnökségének tagja volt. Akadémiai munkája mellett 1991-ben a Magyar Jogászegylet elnökévé választották, 1995-ben pedig a szervezet tiszteletbeli elnöke lett. 1984 és 1999 között a Nemzetközi Büntetőjogi Társaság (Association Internationale de Droit Pénal) magyar nemzeti csoportjának elnöke, 1984 és 1994 között pedig a társaság igazgatótanácsának volt tagja. Ezenkívül a Pro Renovanda Cultura Hungariae Alapítvány, a Bethlen Gábor Alapítvány kuratóriumának tagja, valamint a Biztonságos Magyarországért Közalapítvány kuratóriumának elnöke volt (utóbbinál 2001–2005-ben). Tagja volt a Kossuth- és Széchenyi-díj bizottságnak, valamint az Acta Juridica Hungarica és az Állam- és Jogtudomány akadémiai jogi szakfolyóiratok szerkesztőbizottságának. 

## Munkássága
Kutatási területe: a büntetőeljárási jog. Munkássága e tudományterület alapvető elméleti és jogtörténeti kérdéseit fogta át. Publikációinak nagyobb részében az eljárási garanciák és a perbeli döntés igazságosságával, illetve ennek valószínűségének problémáival foglalkozott.
Munkássága kiterjedt a bírói megismerés folyamatára is. Kiemelkedőek az ártatlanság vélelméről, a felmentő ítéletről, valamint az ügyfélegyenlőségen alapuló tárgyalás elvéről szóló tanulmányai is. Több jelentős törvény, így az 1993-as felsőoktatási és az 1998-as büntetőeljárás-jogi törvény kodifikációs előkészítésében is részt vett. Számos tankönyv szerzője, társszerzője volt.

## Családja
Nős, felesége Roland Julianna bíró, a Fővárosi Bíróság polgári ügyeket vizsgáló tanácselnöke volt. Házasságából egy leány- (Júlia, kertészmérnök), illetve egy fiúgyermek (Gábor, jogász) született. Testvérei: Király Péter (1917–2015) nyelvész, szlavista, a nyelvtudományok doktora, Király Balázs (1923–?) tanár és Király Margit (1916–?).

## Díjai, elismerései
- Akadémiai Díj (1965)
- Apáczai Csere János-díj (1980)
- Széchenyi-díj (1991) – A humánus büntetőjog és büntető eljárási jog tudományos megalapozásáért, oktatás- és tudományszervező tevékenységéért
- Szent-Györgyi Albert-díj (1992)
- A Magyar Köztársasági Érdemrend középkeresztje (1994)
- Pro Renovanda Cultura Hungariae Alapítvány fődíja (1995)
- Az ELTE és a Miskolci Egyetem díszdoktora
- Bethlen Gábor-díj (2010)
- Akadémiai Aranyérem (2011)
- A Magyar Érdemrend középkeresztje a csillaggal (2020)

## Főbb publikációi
- A védelem és a védő a büntető ügyekben (1962)
- Büntetőítélet a jog határán (1972)
- A büntető eljárási jog alkotmányos szabályozása (1986)
- A büntető hatalom korlátai (1988)
- Büntetőeljárási jog (Pusztai Lászlóval, 2000)
- Szemelvények ötven év büntetőjogi és más tárgyú tanulmányaiból (gyűjtemény, 2005)
- Büntetőeljárási jog (2007, negyedik kiadás)
- Vuchetich Mátyás: Institutiones Juris Criminalis Hungarici (latinból fordítás, 2007)